# ケニー・レイ
ケネス・アラン・レイ（Kenneth "Kenny" Alan Ray, 1974年11月27日 - ）は、アメリカ合衆国・ジョージア州アトランタ出身のプロ野球選手（投手）。右投右打。メジャー時代は「ケン・レイ」（Ken Ray）、中華職業棒球大聯盟時代は「銳」という登録名でプレーしていた。

## 経歴
入退団を繰り返している球団については、最初に在籍した期間を便宜上「第1期」、（他球団を経て）再度在籍した期間を「第2期」と表記する。

### ロイヤルズ時代・第1期（1993 - 1999年）
ロズウェル高等学校の出身。1993年のMLBドラフトでカンザスシティ・ロイヤルズから18巡目で指名されると、ルーキー級のガルフ・コーストリーグ・ロイヤルズに所属した。この年には、公式戦13試合に登板（7試合で先発）。2勝3敗・防御率2.28・45奪三振を記録した。
1994年には、A級ロックフォード・ロイヤルズ（現在のデイトン・ドラゴンズ）でプレー。公式戦では、27試合（18試合に先発）に登板して10勝4敗3セーブ・防御率1.82・128奪三振という成績を残した。
1995年には、A+級ウィルミントン・ブルーロックスでシーズンをスタート。公式戦13試合の先発登板で6勝4敗・防御率2.69・63奪三振を記録した後に、AA級ウィチタ・ラングラーズへ昇格した。昇格後は、公式戦14試合に先発で登板。4勝5敗・防御率5.97・53奪三振を記録した。
1996年には、前年に続いて、A+級ウィルミントンで開幕を迎えた。公式戦には、先発投手として22試合に登板して4勝12敗・防御率6.12・79奪三振という成績を残した。
1997年には、AAA級オマハ・ロイヤルズでプレー。公式戦25試合（21試合に先発）に登板すると、5勝12敗・防御率6.37・96奪三振を記録した。
1998年には、AA級ウィチタでプレー。公式戦24試合（21試合に先発）に登板すると、10勝5敗・防御率5.20・71奪三振を記録した。
1999年には、AA級ウィチタとAAA級オマハを通じて、公式戦41試合に登板して1勝0敗15セーブ・防御率5.15・54奪三振を記録した。さらに、7月10日のヒューストン・アストロズ戦（カウフマン・スタジアム）9回表から、2番手投手としてメジャーリーグ公式戦にデビュー。通算で13試合に登板すると、1勝0敗・防御率8.74という成績を残した。

### ジャイアンツ傘下時代
2000年には、サンフランシスコ・ジャイアンツとマイナー契約を締結。AAA級フレズノ・グリズリーズに所属すると、公式戦7試合に登板した。しかし、後に契約を解除されたため、2001年にはどの球団にも所属しなかった。

### 独立リーグ・ゴールドソックス時代
2002年には、ウェスタン・ベースボール・リーグ（当時アメリカ西部・カナダ西部に存在していた独立リーグ）のユバ・シューター・ゴールドソックスに所属。12試合の登板で、2勝0敗3セーブ、防御率2.38、11奪三振を記録した。

### 独立リーグ・ダックス時代・第1期（2002年）
2002年シーズン途中に、独立リーグであるアトランティックリーグのロングアイランド・ダックスへ移籍。4試合に登板した。

### ブルワーズ傘下時代・第1期（2003年）
2003年には、ミルウォーキー・ブルワーズとマイナー契約を結んだ。傘下のA+級ハイデザート・マーベリックスで開幕を迎えると、公式戦7試合に登板。1勝1敗、防御率7.71、18奪三振を記録した。後にAA級のハンツビル・スターズ（現在のビロクシ・シャッカーズ）へ昇格すると、公式戦31試合の登板で、2勝1敗4セーブ、防御率2.93という成績を残した。

### ホワイトソックス傘下時代・第1期（2004年）
2004年には、シカゴ・ホワイトソックスとマイナー契約を結ぶと、傘下のA+級ウィンストン・セイラム・ダッシュでプレー。公式戦29試合に登板（18試合に先発）すると、12勝8敗1セーブ、防御率4.08、99奪三振を記録した。

### 独立リーグ・スピリット時代
2005年には、独立リーグであるカナディアン・アメリカン・リーグのノースショア・スピリットと契約。3試合に登板した。

### ブレーブス時代
2005年のシーズン途中にアトランタ・ブレーブスとマイナー契約を結ぶと、AAA級リッチモンド・ブレーブス（現在のグウィネット・ブレーブス）に所属。公式戦17試合に登板（10試合に先発）すると、2勝4敗・防御率3.90・40奪三振を記録した。
2006年には、公式戦の開幕をAAA級リッチモンドで迎えた。ホラシオ・ラミレスの故障で、4月6日に自身7年振りのメジャー復帰を果たすと、公式戦69試合に登板した。

### ロイヤルズ時代・第2期（2007年）
2006年のシーズン終了後にウェイバーの対象になったため、ロイヤルズへ復帰すると、2007年にはAAA級オマハでプレー。公式戦35試合に登板すると、3勝4敗2セーブ、防御率4.15、58奪三振を記録した。8月18日に解雇される。

### ブルワーズ傘下時代・第2期（2007年）
2007年8月30日にブルワーズへ復帰すると、AAA級ナッシュビル・サウンズでプレー。公式戦2試合に登板した。

### メキシカンリーグ・コルツ時代
2008年には、メキシカンリーグのティファナ・コルツ（現在のティファナ・ブルズ）と契約。先発投手として13試合に登板すると、6勝3敗・防御率3.65・61奪三振を記録した。

### KBO・SKワイバーンズ時代
2008年6月6日に、不振により退団したダーウィン・クビアンの代役としてKBOのSKワイバーンズと契約。しかし公式戦5試合（4試合に先発）に登板し、1勝2敗・防御率6.64・11奪三振と結果を残せず、7月20日に退団となった。

### ダックス時代・第2期（2009年）
2009年にダックスへ復帰。先発投手として6試合に登板すると、4勝0敗・防御率3.00・28奪三振を記録した。

### インディアンス傘下時代
2009年5月27日にクリーブランド・インディアンスとマイナー契約を結ぶと、AAA級のコロンバス・クリッパーズでプレー。公式戦20試合（15試合に先発）に登板したが、2勝10敗・防御率6.90・68奪三振という成績にとどまった。

### CPBL・ベアーズ・モンキーズ時代・第1期
2010年3月3日に、CPBLのLa Newベアーズと契約。公式戦では、先発投手として起用されると、7勝8敗と負け越しながらも防御率2.32を記録した。
チームがLamigoモンキーズとなった2011年には、13勝10敗・防御率2.85を記録。しかし、2012年は、7勝7敗・防御率3.90と低迷し、シーズンの7月30日に解雇された。

### メキシカンリーグ・ライオンズ時代
2013年には、メキシカンリーグのユカタン・ライオンズと契約。公式戦では、先発投手として12試合に登板すると、7勝3敗・防御率2.74・80奪三振を記録した。

### 楽天時代・第1期（2013年）
2013年6月14日に、NPBの東北楽天ゴールデンイーグルスが、レイと契約したことを発表した。背番号は42。
一軍公式戦では、7月17日の対オリックス・バファローズ戦（京セラドーム大阪）に2番手投手として初めて登板すると、以降の試合では主に先発投手として起用。しかし、9月10日の対千葉ロッテマリーンズ戦（QVCマリンフィールド）2回裏に、鈴木大地の打球を顔面に受けて緊急降板。後に右頬骨の骨折が判明したため、レギュラーシーズンでは、5試合の登板（3試合の先発）で0勝1敗という成績にとどまった。しかし、チームのパシフィック・リーグ初優勝で迎えたロッテとのクライマックスシリーズ　ファイナルステージから一軍に復帰。復帰後は、バットマンのようなフェイスガードを装着しながら、救援投手として登板した。同ステージの突破によって進出した読売ジャイアンツ（巨人）との日本シリーズでは、10月29日の第3戦（東京ドーム）で先発の美馬学が負傷で降板したことを受けて、6回裏の2死から急遽登板。味方のリードを守ったまま、8回裏の終了まで矢野謙次のソロホームランによる失点のみに抑えたことによって、チームの勝利に貢献した。日本シリーズの登板機会はこの試合だけで、シリーズ終了後の12月2日にNPBから自由契約選手として公示された。

### CPBL・モンキーズ時代・第2期
40歳だった2014年2月16日にCPBLのLamigoモンキーズと契約。2012年以来、
2年振りに台湾球界へ復帰した。公式戦では、オール先発で17試合に登板。9勝5敗・防御率3.28という成績を残したが、シーズン中の8月30日に退団した。

### 楽天時代・第2期（2015 - 2016年）
2014年11月に、古巣・楽天の秋季キャンプに参加。第1期のチームメイトだったジム・ハウザーと共に入団テストを受験すると、2015年1月26日に、ハウザーと共に楽天へ復帰することが発表された。NPBの球団に所属する現役の外国人投手では唯一の40代で、復帰当初は、第1期と同じ背番号42を着用。しかし、オープン戦期間中の3月9日にオリックス・バファローズから入団したウィリー・モー・ペーニャが背番号42を希望したため、背番号を12に変更した。
2015年の一軍公式戦には、先発を中心に22試合へ登板。5勝7敗2ホールド・防御率3.79を記録した。開幕当初は先発投手として、シーズン初登板から4月25日の対ロッテ戦（楽天Koboスタジアム宮城）までの4試合にすべて勝利。40代以上の投手によるNPB一軍公式戦での開幕4連勝は、日本人投手を含めても、1990年の村田兆治を上回る歴代最高記録であった。6月中旬から中継ぎに転向したが、チームで同時に登録できる外国人選手数の上限（4人）との兼ね合いなどで、同月下旬からは一軍と二軍を何度も往復。8月7日の対北海道日本ハムファイターズ戦（札幌ドーム）から先発で5連敗を喫したが、シーズン終了後の11月27日に1年契約で残留することが球団から発表された。この年には、自身より年上のチームメイト・斎藤隆が現役を引退したため、上記の契約によって（日本人投手を含む）パシフィック・リーグの現役最年長投手になった。
41歳で迎えた2016年には、シーズン初の一軍マウンドになった4月21日の対オリックス戦（Koboスタ宮城）で、先発投手として3回表までにブレント・モレルに2打席連続本塁打を浴びた。しかし、3回裏の途中で降雨ノーゲームに至ったため記録が不成立。そのため、公式記録上のシーズン初登板は、5月14日の対ロッテ戦（QVCマリンフィールド）になった。一軍公式戦には、この試合を含めて4試合に登板したが、0勝2敗・防御率7.27と不振。7月29日には、球団がNPBに対して、レイのウェイバー公示を申請したことを発表した。しかし、ウェイバー公示から1週間以内にレイを獲得する球団がなかったことから、8月5日付でNPBから自由契約選手として公示された。

### CPBL・モンキーズ時代・第3期
2017年3月3日、古巣であるCPBLのLamigoモンキーズに2度目の復帰。しかし、外国人枠の関係で2軍暮らしが続き、1軍での登板が一度もないままオフに退団となった。

## 選手としての特徴・人物
スリークォーターから投げる日本での最速148km/hの速球（フォーシーム、ツーシーム）を主体とした本格派右腕。変化球の主な持ち球は、スライダー・チェンジアップなどである。

## 詳細情報

### 年度別投手成績
| 年 度     | 球 団         | 登 板 | 先 発 | 完 投 | 完 封 | 無 四 球 | 勝 利 | 敗 戦 | セ 丨 ブ | ホ 丨 ル ド | 勝 率 | 打 者 | 投 球 回 | 被 安 打 | 被 本 塁 打 | 与 四 球 | 敬 遠 | 与 死 球 | 奪 三 振 | 暴 投 | ボ 丨 ク | 失 点 | 自 責 点 | 防 御 率 | W H I P |
| --------- | ------------- | ----- | ----- | ----- | ----- | -------- | ----- | ----- | -------- | ----------- | ----- | ----- | -------- | -------- | ----------- | -------- | ----- | -------- | -------- | ----- | -------- | ----- | -------- | -------- | ------- |
| 1999      | KC            | 13    | 0     | 0     | 0     | 0        | 1     | 0     | 0        | 0           | 1.000 | 57    | 11.1     | 23       | 2           | 6        | 0     | 1        | 0        | 0     | 0        | 12    | 11       | 8.74     | 2.56    |
| 2006      | ATL           | 69    | 0     | 0     | 0     | 0        | 1     | 1     | 5        | 7           | .500  | 299   | 67.2     | 66       | 9           | 38       | 4     | 0        | 50       | 0     | 0        | 36    | 34       | 4.52     | 1.54    |
| 2008      | SK            | 5     | 5     | 0     | 0     | 0        | 1     | 2     | 0        | 0           | .333  | 98    | 20.1     | 26       | 1           | 15       | 0     | 0        | 11       | 1     | 0        | 15    | 15       | 6.64     | 2.02    |
| 2010      | La New Lamigo | 25    | 24    | 1     | 0     | 0        | 7     | 8     | 0        | 1           | .467  | 670   | 162.2    | 151      | 4           | 51       | 0     | 6        | 128      | 9     | 0        | 60    | 42       | 2.32     | 1.24    |
| 2011      | La New Lamigo | 29    | 27    | 3     | 1     | 1        | 13    | 10    | 0        | 0           | .565  | 753   | 183.0    | 167      | 3           | 36       | 0     | 6        | 150      | 5     | 1        | 80    | 58       | 2.85     | 1.11    |
| 2012      | La New Lamigo | 18    | 18    | 1     | 0     | 0        | 7     | 7     | 0        | 0           | .500  | 468   | 108.1    | 122      | 1           | 28       | 0     | 7        | 78       | 3     | 1        | 56    | 47       | 3.90     | 1.38    |
| 2013      | 楽天          | 5     | 3     | 0     | 0     | 0        | 0     | 1     | 0        | 0           | .000  | 81    | 19.1     | 13       | 2           | 10       | 0     | 0        | 10       | 0     | 0        | 10    | 7        | 3.26     | 1.19    |
| 2014      | Lamigo        | 17    | 17    | 0     | 0     | 0        | 9     | 5     | 0        | 0           | .643  | 420   | 103.2    | 95       | 3           | 29       | 0     | 2        | 72       | 5     | 0        | 33    | 25       | 2.17     | 1.20    |
| 2015      | 楽天          | 22    | 19    | 0     | 0     | 0        | 5     | 7     | 0        | 2           | .417  | 461   | 107.0    | 107      | 14          | 31       | 0     | 7        | 76       | 1     | 0        | 50    | 45       | 3.79     | 1.29    |
| 2016      | 楽天          | 4     | 4     | 0     | 0     | 0        | 0     | 2     | 0        | 0           | .000  | 82    | 17.1     | 25       | 2           | 7        | 0     | 1        | 12       | 0     | 0        | 15    | 14       | 7.27     | 1.85    |
| MLB：2年  | MLB：2年      | 82    | 0     | 0     | 0     | 0        | 2     | 1     | 5        | 7           | .667  | 356   | 79.0     | 89       | 11          | 44       | 4     | 1        | 50       | 0     | 0        | 48    | 45       | 5.13     | 1.68    |
| KBO：1年  | KBO：1年      | 5     | 5     | 0     | 0     | 0        | 1     | 2     | 0        | 0           | .333  | 98    | 20.1     | 26       | 1           | 15       | 0     | 0        | 11       | 1     | 0        | 15    | 15       | 6.64     | 2.02    |
| CPBL：4年 | CPBL：4年     | 89    | 86    | 5     | 1     | 1        | 36    | 30    | 0        | 1           | .545  | 2311  | 557.2    | 535      | 11          | 144      | 0     | 21       | 428      | 22    | 2        | 229   | 172      | 2.78     | 1.22    |
| NPB：3年  | NPB：3年      | 31    | 26    | 0     | 0     | 0        | 5     | 10    | 0        | 2           | .333  | 624   | 143.2    | 145      | 18          | 48       | 0     | 8        | 98       | 1     | 0        | 75    | 66       | 4.13     | 1.34    |

- 2016年度シーズン終了時
- La New（La Newベアーズ）は、2011年にLamigo（Lamigoモンキーズ）に球団名を変更
- 各年度の太字はリーグ最高

### 記録
NPB
- 初登板：2013年7月17日、対オリックス・バファローズ13回戦（京セラドーム大阪）、4回裏に2番手で救援登板、3回無失点
- 初奪三振：同上、5回裏にT-岡田から見逃し三振
- 初先発：2013年8月25日、対千葉ロッテマリーンズ19回戦（クリネックススタジアム宮城）、4回2/3を4失点で勝敗つかず
- 初勝利、初先発勝利：2015年3月28日、対北海道日本ハムファイターズ2回戦（札幌ドーム）、5回1失点
- 初打席：2015年6月6日、対広島東洋カープ2回戦（MAZDA Zoom-Zoom スタジアム広島）、2回表にクリス・ジョンソンから空振り三振
- 初打点：同上、6回表に今村猛から遊撃ゴロの間に記録
- 初ホールド：2015年6月19日、対千葉ロッテマリーンズ8回戦（QVCマリンフィールド）、7回裏に3番手で救援登板、1回無失点

### 背番号
- 57 （1999年）
- 38 （2006年、2017年）
- 68 （2008年）
- 40 （2010年 - 2012年、2014年）
- 42 （2013年、2015年楽天入団時 - 3月9日）
- 12 （2015年3月9日 - 2016年）